# Tribunal Penal Internacional para Ruanda
El Tribunal Penal Internacional para Ruanda (TPIR) fue un órgano creado por el Consejo de Seguridad de las Naciones Unidas, el 8 de noviembre de 1994, con el fin de perseguir, arrestar, juzgar, condenar y ejecutar a los autores o promotores del genocidio ruandés. Su labor fue sucedida desde el 1 de julio de 2012 por el Mecanismo Residual Internacional de los Tribunales Penales.

## Antecedentes
El 6 de abril de 1994, los presidentes de Ruanda y Burundi, Juvénal Habyarimana y Cyprien Ntaryamira respectivamente, murieron al precipitarse a tierra el avión en que viajaban, producto de un atentado terrorista, cuando este se encaminaba a aterrizar en la capital Kigali.
Este hecho provocó el inicio de una masacre inconmensurable que afectó a las comunidades hutu y tutsi que habitaban desde tiempos inmemoriales en la zona de los Grandes Lagos. Durante cerca del período de un mes, facciones de hutus atacaron a tutsis y hutus moderados. Ante estos graves hechos, las Naciones Unidas, fuertemente criticadas, al igual que Estados Unidos, Francia y Bélgica por su inacción en los peores momentos de la masacre, tomó la iniciativa de intervenir a gran escala en la zona con el fin de detener la masacre.
Los antecedentes revelados por la prensa de la época conmovieron e impactaron a la opinión pública del mundo, ante el hecho de producirse un genocidio después de 50 años de la Declaración Universal de los Derechos Humanos. Con estos antecedentes, y por la solicitud expresa de Ruanda -que ocupaba un puesto no permanente del Consejo de Seguridad en esa época-, se decidió que en virtud de los dispuesto en el Capítulo VII de la Carta de las Naciones Unidas que ordena al Consejo tomar las medidas necesarias para restablecer la paz y la seguridad del mundo, se decidió establecer un Tribunal Penal Internacional para Ruanda.

## Estructura
El Tribunal creado por la resolución 955 del Consejo de Seguridad de las Naciones Unidas el 8 de noviembre de 1994, tenía como base una estructura similar al del Tribunal Penal Internacional para la ex Yugoslavia. Su sede se encontraba en la ciudad de Arusha, en Tanzania, y su presidente fue Erik Møse, de Noruega.
Se componía por tres salas o cámaras de primera instancia, conformadas por 3 jueces. El 14 de agosto de 2002, el Consejo de Seguridad por resolución, agregó a la lista permanente de 16 jueces, una de 8 jueces ad litem para completar e integrar las salas del Tribunal. Fuera de estas tres salas de primera instancia, el TPIR compartía una cámara o sala de apelaciones con el TPI para la ex Yugoslavia.
Además el Tribunal contaba con una Fiscalía, dirigida por Hassan Bubacar Jallow de Gambia. Esta se encargaba de la búsqueda de evidencias de las autorías individuales de los crímenes investigados por la Corte, en conjunto con una Unidad de Evidencia, y al mismo tiempo de acusar ante el Tribunal a las personas investigadas.

## Funcionamiento
El funcionamiento de la Corte se regía por los siguientes principios en cuanto a la materia:
- genocidio;
- crímenes contra la humanidad; y
- violaciones al artículo 3 común de los Convenios de Ginebra.

En cuanto al tiempo, son los delitos cometidos entre el 1 de enero y el 31 de diciembre de 1994. Y en cuanto a los intervinientes, pueden ser tanto ruandeses como extranjeros que se encontraban en Ruanda al momento de cometerse los crímenes.
A fines de octubre de 2005, el Tribunal había ordenado la detención de más de 500 personas, de las cuales 71 habían sido puestas a su disposición. De todas ellas 6 estaban cumpliendo sentencia firme en Malí, mientras que el resto (salvo 6 que fueron liberados) se encontraba pendiente de juicio o sentencia.

## Artifices condenados
| Nombre                       | Cargo                                                                               | Sentencia                                       |
| ---------------------------- | ----------------------------------------------------------------------------------- | ----------------------------------------------- |
| Théoneste Bagosora           | coronel (principal responsable)                                                     | Cadena perpetua reducida a 35 años en apelación |
| Jean Kambanda                | primer ministro                                                                     | cadena perpetua                                 |
| Elièzer Niyitegeka †         | político, Ministro de Información                                                   | cadena perpetua                                 |
| Georges Rutaganda †          | guerrillero                                                                         | cadena perpetua                                 |
| Pauline Nyiramasuhuko        | Ministra de Bienestar Familiar y Promoción de la Mujer                              | cadena perpetua                                 |
| Jean Paul Akayesu            | alcalde                                                                             | cadena perpetua                                 |
| Idélphonse Nizeyimana        | militar (Regicida)                                                                  | cadena perpetua                                 |
| Agnès Ntamabyaliro Rutagwera | política                                                                            | cadena perpetua                                 |
| Ferdinand Nahimana           | cofundador de la infame estación de radio Radio Télévision Libre des Mille Collines | Cadena perpetua reducida a 30 en apelación      |
| Bernard Munyagishari         | comandante                                                                          | cadena perpetua                                 |
| Augustin Ngirabatware        | Político                                                                            | 35 años reducida a 30 años                      |
| Augustin Bizimungu           | general                                                                             | 30 años                                         |
| Innocent Sagahutu            | Capitán                                                                             | 20 años                                         |
| Simon Bikindi †              | cantante                                                                            | 15 años                                         |

## Absueltos
| Nombre                | Cargo                                     | Sentencia |
| --------------------- | ----------------------------------------- | --------- |
| Protais Zigirinyirazo | empresario, hermano de Agathe Habyarimana |           |

## Acusados que fallecieron en extrañas circunstancias
- Juvenal Uwilingiyimana

## Caso Akayesu
Constituye un hito mundial al ser considerada la primera condena internacional por Genocidio y la primera en reconocer la violencia sexual como actos constitutivos de genocidio. El Tribunal Penal Internacional para Ruanda, creado el 8 de noviembre de 1994, en el caso Akayesu, declaró a un acusado culpable de violación por no haber impedido ni detenido una violación en su calidad de oficial, y no por haberla cometido personalmente. El tribunal consideró que la violación constituía tortura y que, dadas las circunstancias, la violación generalizada, como parte de unas "medidas dirigidas a impedir nacimientos dentro del grupo", constituía un acto de genocidio. Por ejemplo, en las sociedades donde la pertenencia a una etnia está determinada por la identidad del padre, violar a una mujer para dejarla embarazada puede impedirle dar a luz a su hijo en el seno de su propio grupo.
Jean Paul Akayesu, antiguo alcalde de la ciudad ruandesa de Taba, fue arrestado en Zambia el 10 de octubre de 1995 y fue transferido a la Unidad de Detención del Tribunal en Arusha el 26 de mayo de 1996. El juicio comenzó en junio de 1997 y el 2 de septiembre de 1998 la Cámara Procesal I lo encontró culpable de genocidio, incitación directa y pública a cometer genocidio y crímenes de lesa humanidad. El 2 de octubre de 1998 fue sentenciado a prisión de por vida. Akayasu cumple condena a cadena perpetua en una prisión de Malí.